# Protea (groepering)

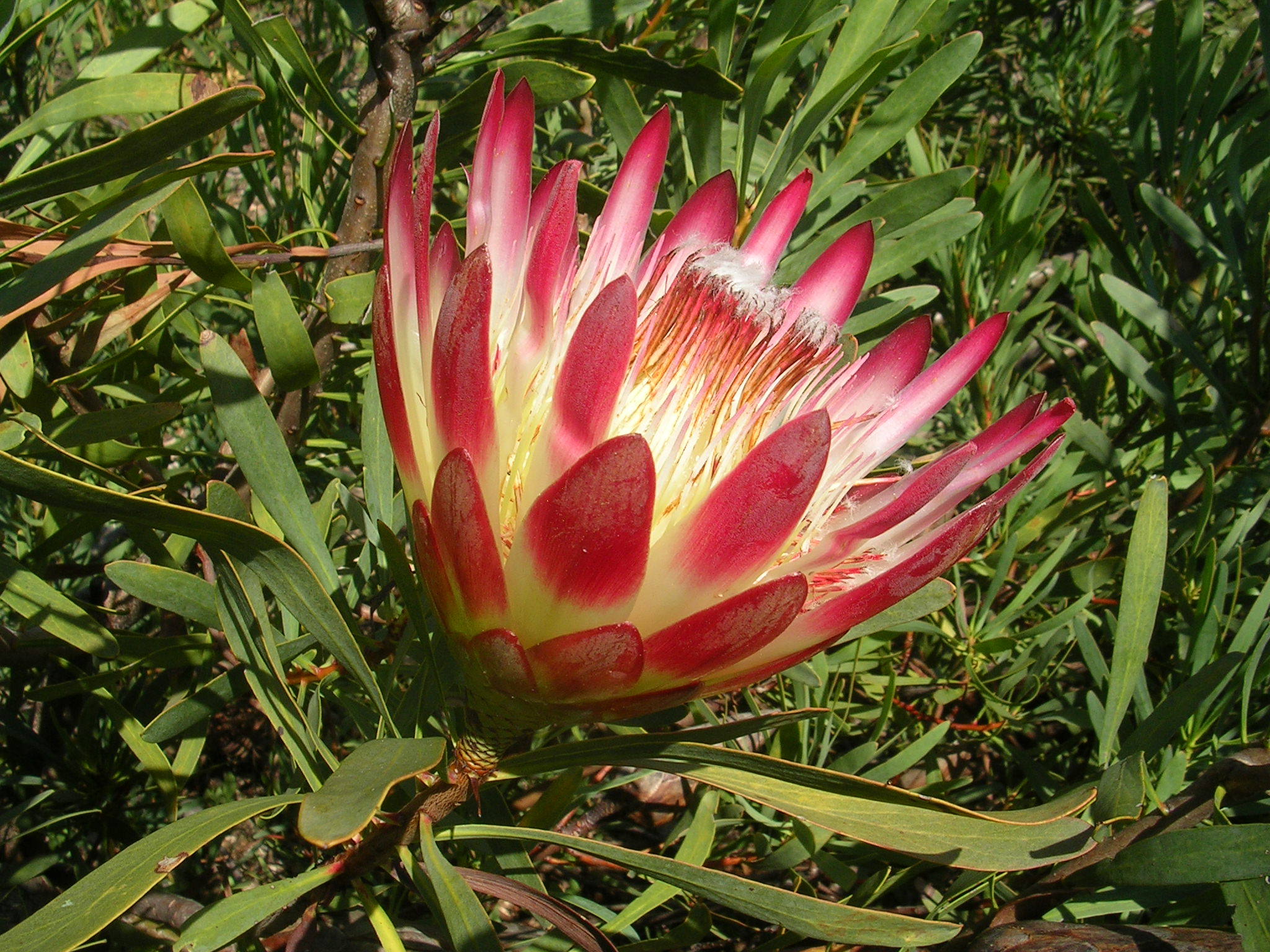
De Koningsprotea, de nationale bloem van Zuid-Afrika

Protea was een vooraanstaande pro-apartheid Vlaams-Zuid-Afrikaanse vriendschapsvereniging. De organisatie werd in 1977 opgericht door een aantal gelijkgezinde Vlaamse prominenten. De groepering ontleende zijn naam aan de Zuid-Afrikaanse bloem Protea of Suikerbos.
Protea wilde 'objectieve' informatie verschaffen over Zuid-Afrika en wilde het Zuid-Afrikaanse systeem beschermen tegen communistische bedreigingen. Hiermee werd in hoofdzaak het Afrikaans Nationaal Congres bedoeld, dat steevast als communistisch gebrandmerkt werd. Hiervoor werden bijeenkomsten, lezingen en debatavonden over Zuid-Afrika georganiseerd, en werden er toeristische werkbezoeken georganiseerd naar Zuid-Afrika, en - in mindere mate - aan andere blanke gemeenschappen in Afrika.
Kort na het einde van de Apartheid en de nederlaag van de Nasionale Party in de eerste democratische verkiezingen stierf Protea een stille dood, hoewel zijn oude idealen nog steeds hun weg vinden naar andere Groot-Nederlandse organisaties zoals Voorpost. Een aanzienlijk aantal van hun leden zijn ondertussen ook al overleden.

## VN-embargo
Protea verwierf in hoofdzaak faam tijdens het VN-embargo (resolutie 591) tegen de Unie van Zuid-Afrika wanneer alle middelen ingezet werden om de handel tussen de Lage Landen en Zuid-Afrika te promoten, tegen de resoluties van de VN in. Voor deze boycott-busting activities kregen een aantal Protea-leden, waaronder Léon Rochtus, de hoogste Zuid-Afrikaanse onderscheiding tijdens het Apartheidregime, de Orde van de Goede Hoop.

## Leden
Het merendeel van de leden kwam uit de hogere maatschappelijke kringen - zoals de politiek, de ambtenarij, universiteiten, handel en nijverheid, en het bankwezen - en werd gerekruteerd uit Vlaams-nationalistische middens, vaak sterk aanleunend bij de toenmalige "rechtse" partijen CVP, PVV, VU en VB. Ook in de media kende Protea enkele vooraanstaande leden zoals Paul Vandenbussche, gewezen administrateur-generaal van de openbare omroep BRT en André Demedts, auteur en voormalig BRT-directeur radio West-Vlaanderen.
Leden van Protea militeerden ook in rechtse kringen, zoals bij de VMO, Voorpost, de Afrikaner Weerstandsbeweging, de Boerstaat Party en de Anti-Kommunistische Liga. Deze connecties braken Protea later zuur op, net als het niet-onbesproken verleden van een aanzienlijk aantal van hun leden. Onder de leden vonden we een aantal collaborateurs en neofascisten. Onder impuls van deze krachten lobbyde Protea in 1987 dan weer in eigen land tegen een nieuwe wet - de zogenaamde Moureaux-Wet - die racisme en xenofobie strafbaar stelde. Deze wet werd door hen afgedaan als "communistisch en dictatoriaal".
Hieronder een overzicht van de stichtende leden:
- André Vlerick, vicevoorzitter van de Kredietbank, RUG-professor economie en oud-minister van financiën.
- Léon Rochtus, ereconsul van Zuid-Afrika in Antwerpen en oud-directeur van de Bank van Parijs en de Nederlanden.
- Karel Dillen (Vlaams Blok), volksvertegenwoordiger, senator, Europees parlementslid en stichtend voorzitter van het Vlaams Blok.
- Wim Jorissen (Volksunie), senator  en schrijver.
- Bob Maes (Volksunie), senator  en stichter van de Vlaamse Militanten Orde.
- Clem De Ridder, erevoorzitter Davidsfonds
- Michiel Debackere, RUG-professor diergeneeskundige farmacologie
- Karel Demeulemeester, gewezen algemeen-directeur VTB-VAB

Protea onderhield een zeer goede verstandhouding met de Interparlementaire Vereniging België, de Interparlementaire Vereniging Zuid-Afrika en het Studiecentrum voor Zuidelijk Afrika, drie organisaties met veelal dezelfde klemtonen en doelstellingen, alsook min of meer dezelfde (soort) leden en sympathisanten. In 1981 zag een Protea-studentenbeweging het levenslicht die de jongeren van al deze organisaties wist te verenigen onder één koepel.
Volgens Jef Valkeniers waren er 2 strekkingen bij Protea. Valkeniers zelf behoorde er tot de groep die geloofde in het einde van de Apartheid door middel van dialoog.. Hij is later zelf getrouwd met een Zuid-Afrikaanse en was de initiatiefnemer van de verbroedering tussen Dilbeek en Franschhoek.